# Биграммный шифр
Бигра́ммный шифр — это криптографический алгоритм, который предназначен для шифрования групп из двух букв (биграмм).
Считается, что «отец» биграммных шифров — это немецкий аббат Иоганн Тритемий, который ещё в 1508 г. в своей работе по криптологии, которая называлась «Полиграфия», впервые отметил возможность шифрования биграммами, то есть, двухбуквенными сочетаниями. Их устойчивость к вскрытию оказалась намного выше, чем у других предшественников, поэтому некоторые биграммные шифры сохранили свою актуальность вплоть до Второй мировой войны. Идеи Тритемия развил Джованни де ла Порта, который в 1563 г. опубликовал книгу «О тайной переписке» и предложил в ней шифр простой биграммной замены. В нём буквенные пары представлял один специальный графический символ. Этими парами заполнялась таблица 20 х 20 ячеек, строки и столбцы которой нумеровались буквами алфавита. 
Биграммный «Шифр Плейфера» использовался Великобританией в годы Первой мировой войны.
Биграммный шифр «Двойной квадрат» был изобретен англичанином Чарльзом Уитстоном в 1854 году, и даже использовался немцами в годы Второй мировой войны.